# Dschaghuri
Dschaghuri (Dari: جاغوری) ist einer der Distrikte der Provinz Ghasni in Zentralafghanistan. Der 1.855 km² große Distrikt liegt im Hochland am südlichen Rand der Region Hazaradschat im oberen Tal des Arghandab
Dschaghuri hat eine Bevölkerung von rund 196.117 Menschen (Schätzung 2015). Die meisten von ihnen sind Landbesitzer, Bauern, Händler und Ladenbesitzer. Zentralort der Verwaltung des Distriktes ist Sange-e Mascha.  Der Distrikt ist stark von der Landwirtschaft abhängig, und Wanderarbeiter bilden die Haupteinnahmequelle. Weitere wichtige Marktplätze befinden sich in Ghojor und Anguri.
Das Klima in Dschaghuri ist im Allgemeinen trocken und kontinental, mit kalten und schneereichen Wintern und heißen Sommern mit Temperaturen zwischen 25° und 38°.